# PX Andromedae
PX Andromedae är en dubbelstjärna belägen i den södra delen av stjärnbilden Andromeda. Den har en högsta skenbar magnitud av ca 10,04 och kräver ett kraftfullt teleskop för att kunna observeras. Baserat på parallax enligt Gaia Data Release 2 på ca 1,23 mas beräknas den befinna sig på ett avstånd av ca 2 650 ljusår (ca 810 parsec) från solen. Stjärnans skenbara magnitud varierar mellan 14,04 och 17,0 och den klassificeras som en SW Sextantis-variabel,

## Observation

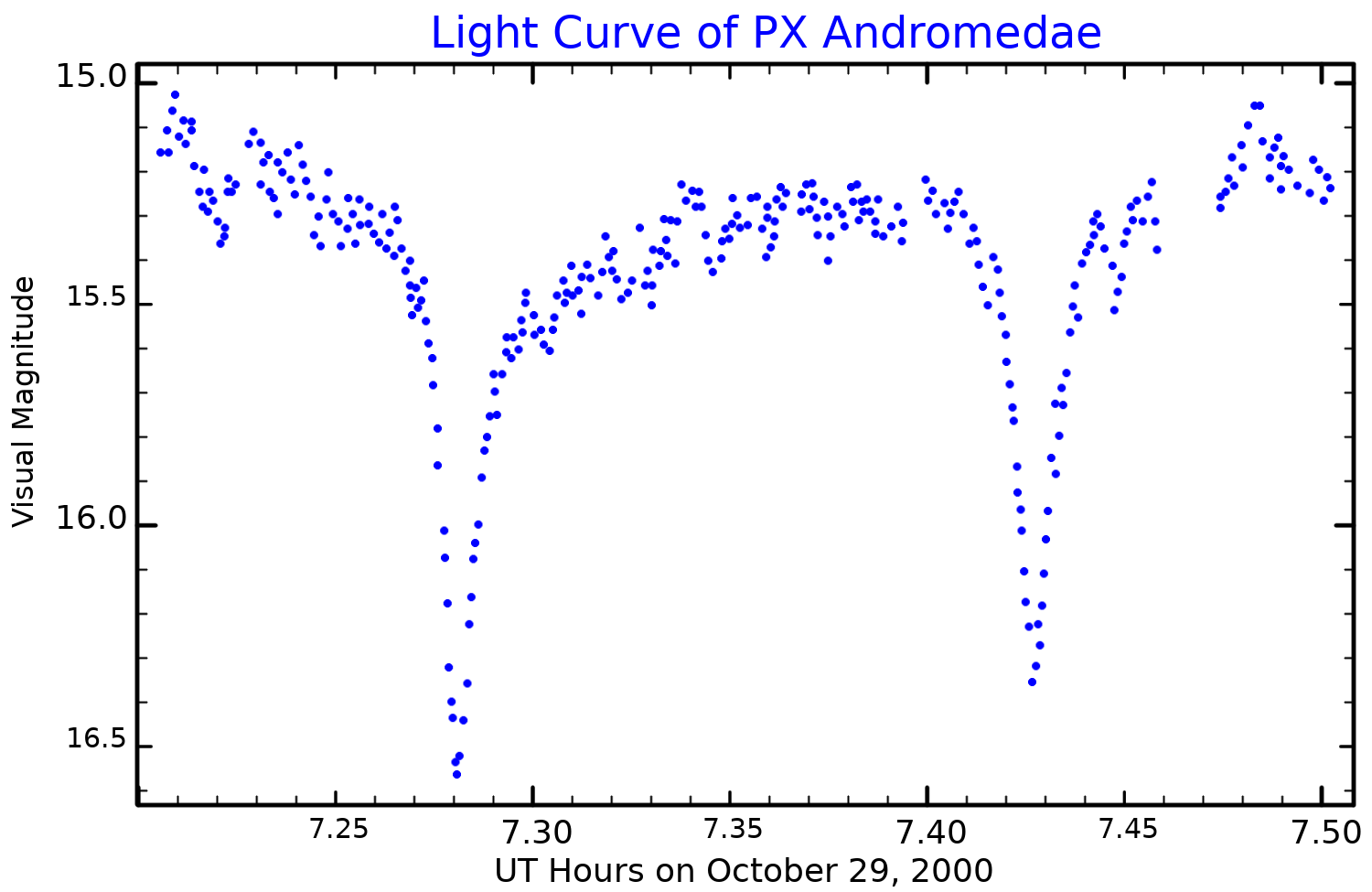
Ljuskurvan i visuella bandet för PX Andromedae, anpassad från Stanishev et al., (2002)

År 1982 listade Richard Green et al. PX Andromedae som en möjlig kataklysmisk variabel, baserat på spektra tagna med Haleteleskopet. Observationer 1989 av Li Yong et al. vid Pekingobservatoriet upptäckte snabba variationer i stjärnans ljusstyrka på upp till 0,2 magnitud, samt förmörkelser som inträffar med en period av 3,5 timmar. År 1992 fick stjärnan beteckningen PX Andromedae.

## Spektrum
Spektrumet för PX Andromedae är variabelt, men visar vanligtvis ett kontinuum med framträdande breda emissionslinjer av väte och helium. Till skillnad från många typer av kataklysmoska variabler är emissionslinjerna i allmänhet en enda topp, även om de under en kort tid under varje omloppsbana visar en dubbeltopp på grund av en absorptionskärna inom emissionslinjerna. De en enda topplinjerna visas i nova- och dvärgnovautbrott, och PX Andromedae beskrivs ofta som novaliknande även om den inte visar utbrott med stora ökningar i ljusstyrka. Den har dock höga och låga tillstånd där de låga tillstånden i allmänhet är svagare och visar svagare emission.
PX Andromedae är en mycket blå stjärna med ett överskott av ultraviolett strålning, vilket tyder på att den innehåller mycket heta objekt.

## Variabilitet
PX Andromedae har generellt en visuell magnitud runt 15, även om det finns kontinuerliga snabba variationer på upp till en tiondels magnitud i en tidsskala av minuter. Ungefär var 3,5:e timme sjunker ljusstyrkan med ungefär en magnitud och återgår sedan till den normala ljusstyrkan på ungefär en halvtimme, utan en plan botten, lätt identifierbar som partiella förmörkelser. Djupet på förmörkelserna varierar dock från ca 0,5 till 1,5 magnitud, och detta verkar ske med en period av 4,8 dygn, vilket sammanfaller med den negativa superpuckelcykeln. Djupare förmörkelser inträffar när superpuckelcykeln är nära dess minimum. Möjliga variationer med en period på 0,207 dygn är sannolikt ett observationsalias för superpuckelperioden. PX Andromedae kan ha både höga (ljusare) och låga (svagare) tillstånd för sin genomsnittliga ljusstyrka, men tidpunkten för dessa är osäker.
Förmörkelserna har tidsbestämts att inträffa med en period av 0,1463 dygn, vilket antas vara omloppsperioden. Den negativa superpuckelperioden är 4,43 dygn. Positiva superpucklar har ibland påståtts, men är inte alltid närvarande.
Stjärnor med denna typ av variation klassificeras som SW Sextantis-variabler och PX Andromedae anses ibland vara en av prototyperna för klassen. Även om de anses vara kataklysmiska variabler och ofta beskrivs som "nova-liknande", visar de inte intermittenta utbrott. Snarare befinner de sig i ett kontinuerligt utbrottstillstånd med ett spektrum som liknar en pågående nova.

## Egenskaper
Eftersom den spektrala klassificeringen av PX Andromedae är säregen och lik U Geminorum, är det allmänt accepterat att en vit dvärg i detta system ackreterar materia från en givarstjärna, och en ackretionsskiva har bildats runt den förra. De negativa superpucklarna visar att ackretionsskivan lutar i förhållande till den vita dvärgens rotationsaxel och har en retrogade precession. Dessutom förmörkar inte givarstjärnan den centrala delen av skivan – bevisat genom modulering av förmörkelsens djup.